# Steinzeitgräber bei Dragsholm
Die Steinzeitgräber bei Dragsholm liegen rund 500 Meter südwestlich vom Schloss Dragsholm im Norden von Seeland in Dänemark. Die beiden Gräber haben einen Abstand von weniger als 2,0 Metern. Es ist einmal ein Doppelgrab mit zwei Frauen aus mesolithischer Zeit der Ertebølle-Kultur und ein Männergrab der Trichterbecherkultur (TBK) aus neolithischer Zeit. Obwohl nah beieinander, liegen zwischen den Gräbern rund 1000 Jahre.

## Beschreibung

### Das mesolithische Frauengrab
Die 40 bis 50 Jahre alte Frau lag auf dem Rücken, an der rechten Seite war, ihr zugewandt, eine 18-jährige Frau in seitlicher Position bestattet. Sie werden in die Zeit von 4946 bis 4773 v. Chr. datiert. Nach Isotopenanalysen bestand ihre Nahrung zu über 90 % aus Meerestieren. Roter Ocker war über und unter den Toten, aber insbesondere im Kopfbereich verstreut. 
Die ältere Frau hat eine Halskette aus dem Gewaff vom Wildschwein getragen. Auf der linken Seite des Bauches, um die Hüften und über dem Gesäß war eine Reihe von 75 Grandeln (Hirschzähne) angeordnet. 
Die junge Frau hatte im Gürtelbereich ein in Bohrtechnik verziertes Messer. Über ihrem Rücken lag eine Reihe von etwa 50 Grandeln, die ursprünglich sicher auf der Kleidung aufgenäht waren. 
Die Grandeln des Frauenschmucks stammen von mindestens 43 Hirschen. Einige Zähne stammen von Elchen und Auerochsen, die außerhalb von Seeland vorkommen. Am Kopfende lagen eine Ahle und eine querschneidige Pfeilspitze.
In Strøby Egede an der Køge Bucht fand man ein weiteres Kollektivgrab mit acht Toten, das zu einer Niederlassung der Jäger und Sammler der mittleren Ertebølle-Kultur (etwa 4600 v. Chr.) gehört. Die Frauen waren an der südlichen, die Männer an der nördlichen Seite des Grabes, jedoch eng konzentriert und überlagert, deponiert. Es waren drei Neugeborene, ein Junge von 5 bis 6 Jahren, ein Mädchen von 9 bis 10 Jahren, eine Frau von etwa 18 Jahren, ein Mann von etwa 30 Jahren und eine etwa 50-jährige Frau. Keiner zeigte Spuren eines gewaltsamen Todes, aber sie wurden gleichzeitig begraben.

### Das neolithische Männergrab
Das zweite Grab von Dragsholm ist ein Männergrab und wird in die Zeit zwischen 3782 und 3637 v. Chr. datiert. Die Nahrung des 30 Jahre alten Mannes bestand nur noch zu etwa 15 % aus Meerestieren. Im Grab lagen u. a. Pfeile und Bogen, einige Feuersteinklingen, Halsschmuck und ein Beil. Der Tote hatte eine Armschutzplatte am linken Arm und auf die Kleidung waren Bernsteinperlen aufgenäht.